# کشتی (فیلم ۲۰۰۸)
کُشتی (انگلیسی: Wrestling) فیلمی در ژانر رمانتیک و درام است که در سال ۲۰۰۸ منتشر شد. از بازیگران آن می‌توان به جف کاناوی اشاره کرد.